# Alansmia glandulifera
Alansmia glandulifera là một loài dương xỉ trong họ Polypodiaceae. Loài này được A. Rojas Moguel & M. Kessler mô tả khoa học đầu tiên năm 2011.